# Cyclo-cross de Liévin
Le Cyclo-cross de Liévin est une compétition de cyclo-cross disputée irrégulièrement à Liévin, dans le département du Pas-de-Calais, en France.

## Histoire
La course a lieu pour la première fois en 2000 dans le cadre du Challenge la France cyclo-cross, le précurseur de l'actuelle Coupe de France de cyclo-cross. De 2003 à 2012, le cyclo-cross de Liévin est inscrit à quatre reprises à la Coupe du monde. Le lieu de la course est le parc du Val de Souchez, à la périphérie sud de la ville, les lignes de départ et d'arrivée se trouvant respectivement dans l'une des rues adjacentes, la rue d'Avion et la rue du Percot. Le parcours s'est également fait connaître en accueillant à deux reprises les championnats de France (2005 et 2010) et les championnats d'Europe en 2008.
Après 2012, aucune course n'est organisée pendant plusieurs années. En 2019, Liévin est sélectionnée par la Fédération française de cyclisme pour accueillir les championnats du monde de cyclo-cross 2025. Un premier retour dans le cadre de la Coupe de France 2020 échoue en raison des conséquences de la pandémie de covid-19. Cependant, en 2022, Liévin accueille pour la troisième fois les championnats de France.

## Palmarès

### Hommes élites
| Année       | Vainqueur            | Deuxième            | Troisième              |
| ----------- | -------------------- | ------------------- | ---------------------- |
| 2000        | David Pagnier        | Jérôme Chiotti      | David Derepas          |
| 2001        | Geoffrey Clochez     | John Gadret         | Dominique Arnould      |
| 2003 (janv) | Sven Nys             | Richard Groenendaal | Bart Wellens           |
| 2003 (déc)  | Arnaud Labbe         | John Gadret         | David Pagnier          |
| 2005        | Francis Mourey       | John Gadret         | Arnaud Labbe           |
| 2006        | Sven Nys             | Francis Mourey      | John Gadret            |
| 2008        | Lars Boom            | Bart Wellens        | Francis Mourey         |
| 2010        | Francis Mourey       | Steve Chainel       | Nicolas Bazin          |
| 2012        | Zdeněk Štybar        | Kevin Pauwels       | Radomír Šimůnek junior |
| 2022        | Joshua Dubau         | Yan Gras            | Fabien Doubey          |
| 2025        | Mathieu van der Poel | Wout van Aert       | Thibau Nys             |

### Femmes élites
| Année       | Vainqueur            | Deuxième                 | Troisième              |
| ----------- | -------------------- | ------------------------ | ---------------------- |
| 2000        | Laurence Leboucher   |                          |                        |
| 2001        | Laurence Leboucher   | Maryline Salvetat        | Nadia Triquet-Claude   |
| 2003 (janv) | Daphny van den Brand | Hilde Quintens           | Corine Dorland         |
| 2003 (déc)  | Maryline Salvetat    | Laurence Leboucher       | Corinne Sempé          |
| 2005        | Maryline Salvetat    | Laurence Leboucher       | Corinne Sempé          |
| 2006        | Daphny van den Brand | Marianne Vos             | Lyne Bessette          |
| 2008 (janv) | Hanka Kupfernagel    | Maryline Salvetat        | Kateřina Nash          |
| 2008 (nov)  | Hanka Kupfernagel    | Maryline Salvetat        | Laurence Leboucher     |
| 2010        | Caroline Mani        | Christel Ferrier-Bruneau | Pauline Ferrand-Prévot |
| 2012        | Marianne Vos         | Daphny van den Brand     | Katherine Compton      |
| 2022        | Line Burquier        | Hélène Clauzel           | Amandine Fouquenet     |
| 2025        | Fem van Empel        | Lucinda Brand            | Puck Pieterse          |